# Eva
 For alternative betydninger, se Eva (flertydig). (Se også artikler, som begynder med Eva)
Eva er et pigenavn, der stammer fra hebraisk "chavva", der betyder "liv". På dansk ses også varianterne Ewa og Evy. Omkring 17.500 danskere bærer et af disse navne ifølge Danmarks Statistik.

## Kendte personer med navnet
- Eva er i Bibelen den første kvinde.
- Eva Braun, Adolf Hitlers tyske elskerinde.
- Eva Cassidy, amerikansk sanger.
- Eva Fjellerup, dansk moderne femkæmper.
- Eva Gredal, dansk politiker og minister.
- Eva Green, fransk skuespiller.
- Eva Hemmer Hansen, dansk forfatter og politiker.
- Eva Kjer Hansen, dansk politiker og minister.
- Eva Heramb, dansk skuespiller.
- Eva Longoria, amerikansk skuespiller.
- Eva Madsen, dansk sanger.
- Eva Elisabeth Marklund, svensk journalist og forfatter, bedre kendt som Liza Marklund.
- Eva Peron, argentinsk politiker.
- Eva Rydberg, svensk skuespiller og sanger.
- Eva Marie Saint, amerikansk skuespiller.
- Eva Smith, dansk jurist.
- Eva Vestergaard, dansk skuespiller, bedre kendt som Chili Turell.

## Navnet anvendt i fiktion
- Adam og Eva er titlen på en dansk film fra 1953 af Erik Balling.
- Alt om Eva (engelsk: All about Eve) er en amerikansk film fra 1950 med Anne Baxter som Eve.
- I tv-serien Anna Pihl er Eva en biperson, der spilles af Tammi Øst.
- Flere værker er baseret på Eva Perons liv, herunder musicalen Evita og filmen bygget herover.
- Kjeld Abell har skrevet et skuespil med titlen Eva aftjener sin Barnepligt (1936).
- "Evas bog" er titlen på Marianne Fredrikssons debutroman fra 1980.
- Maria Lang har skrevet en roman med titlen Svar til ensom Eva (1979).
- Eva er navnet på hovedpersonen i den fransk-japanske tegnefilmserie Oban Star Racers.

## Andre anvendelser
- Mitokondrielle Eva er er betegnelsen for den tænkte kvinde, der som den nyeste er stamkvinde til alle levende mennesker.